# Belonogaster erythrocephala
Belonogaster erythrocephala är en getingart som beskrevs av Hensen och Blommers 1987. Belonogaster erythrocephala ingår i släktet Belonogaster och familjen getingar. Inga underarter finns listade.